# Skarlátdalnok
A skarlátdalnok (Epthianura tricolor) a madarak osztályának verébalakúak (Passeriformes) rendjébe és a mézevőfélék (Meliphagidae) családjába tartozó faj.

## Rendszerezése
A fajt John Gould angol ornitológus írta le 1841-ben.

## Előfordulása
Ausztrália területén honos. Természetes élőhelyei a szubtrópusi és trópusi cserjések, füves puszták és szavannák, valamint szántóföldek és városi régiók. Vonuló faj.

## Megjelenése
Testhossza 11–13 centiméter, a testtömege 9–14 gramm.
|  |  |

## Életmódja
Ízeltlábúakkal táplálkozik.

## Szaporodása
A szaporodási időszaka augusztustól novemberig tart, majd a rövidebb eső szezon után márciustól áprilisig. Fészke csésze alakú, amely közel van a földhöz. Ezt fűből, tollakból, szőrből és levelekből készíti. A fészekben 2-5 rózsaszín-fehér barna-piros pöttyös tojás található. A költési idő 2 hét. Mindkét szülő eteti a fiókákat, amelyek 2 hétig maradnak még a fészekben.

## Természetvédelmi helyzete
Az elterjedési területe rendkívül nagy, egyedszáma pedig stabil. A Természetvédelmi Világszövetség Vörös listáján nem fenyegetett fajként szerepel.

## Fordítás
- Ez a szócikk részben vagy egészben  a   Crimson_Chat című angol Wikipédia-szócikk fordításán alapul.  Az eredeti cikk szerkesztőit annak laptörténete sorolja fel. Ez a jelzés csupán a megfogalmazás eredetét és a szerzői jogokat jelzi, nem szolgál a cikkben szereplő információk forrásmegjelöléseként.